# Parnidžio ragas
Parnidžio ragas, německy Parnidden Haken a česky lze přeložit jako Parnidisův roh/mys, je mys a poloostrov na východním pobřeží Kurského zálivu Baltského moře a odděluje od sebe zátoky Parnidžio Įlanka a Grobšto Įlanka. Nachází se na Kurské kose, nedaleko údolí Tylos Slėnis, v Nidě, u litevsko-ruské státní hranice, v Nerinze v Klaipėdském kraji v západní Litvě. Patří do biologicky cenné zóny v Národním parku Kurská kosa.

## Další informace
Většinu povrchu mysu/poloostrova zabírá populární blízká písečná duna Parnidžio kopa. Mys vznikl pohybem písečných dun, je erodován mořskými vlnami Kurského zálivu a má také nízké písečné klify. Jeho přibližné rozměry jsou délka 0,34 km a šířka 0,81 km. Místo je celoročně volně přístupné a to jen z moře nebo pěšky po pobřeží. Nachází se také na trase okružní naučné stezky - turistická stezka Okolo Nidy (Pėsčiųjų maršrutas Aplink Nidą).

## Galerie

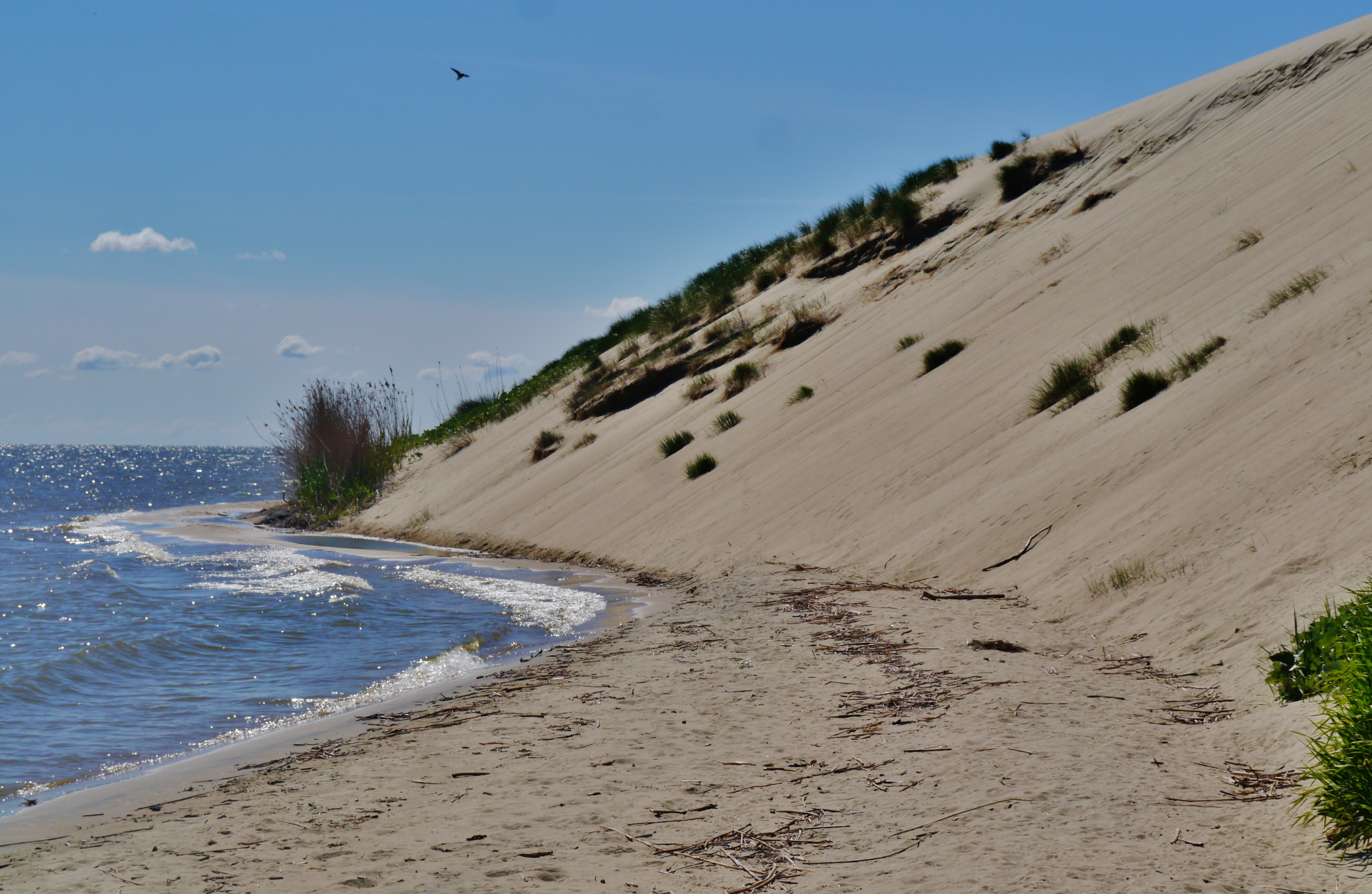
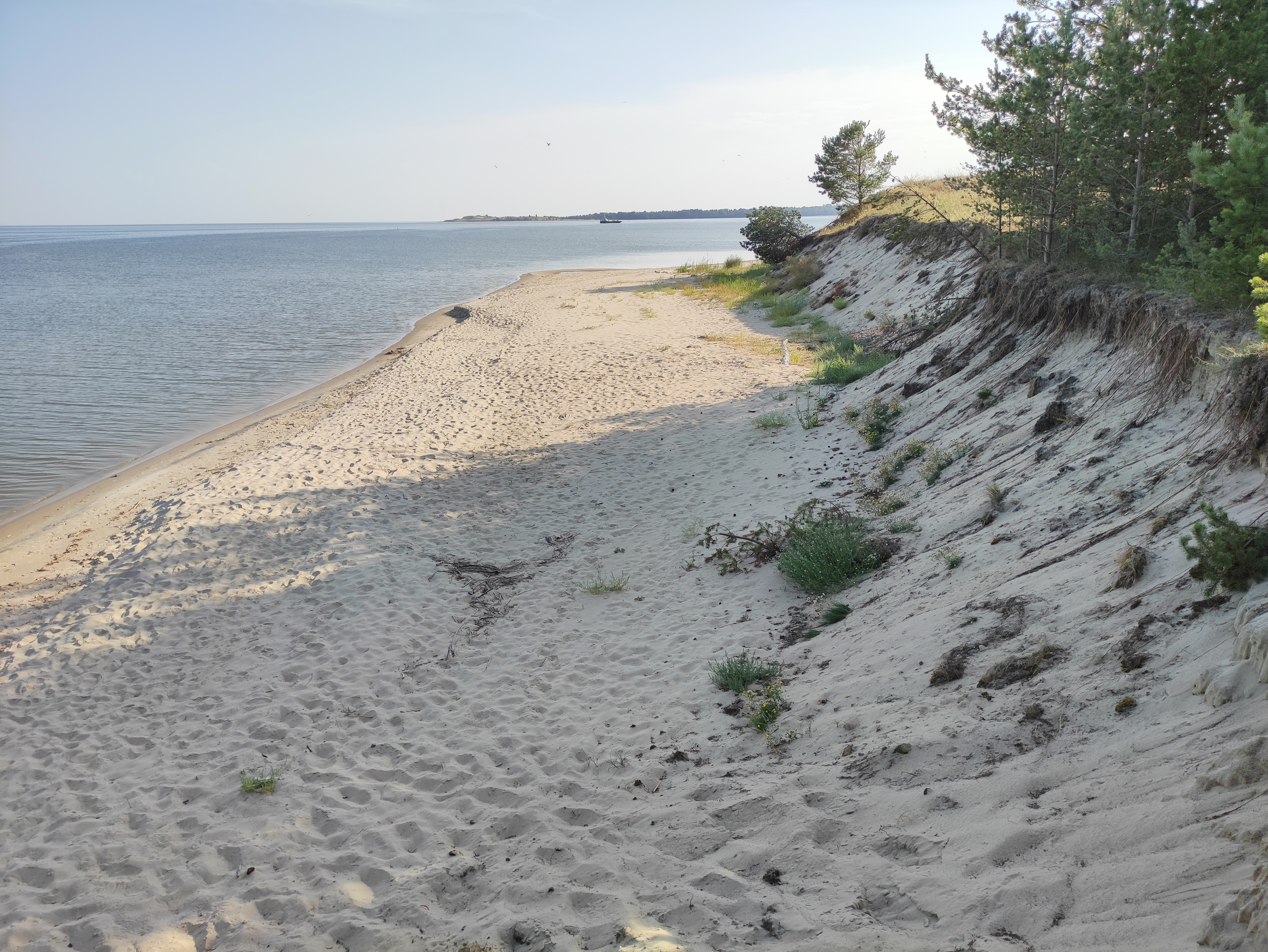